# Microrregión de Peçanha
La microrregión de Peçanha es una de las microrregiones del estado brasileño de Minas Gerais perteneciente a la mesorregión Valle del Río Doce. Su población fue estimada en 2006 por el IBGE en 81.821 habitantes y está dividida en nueve municipios. Posee un área total de 4.603,077 km².

## Municipios
- Agua Buena
- Cantagalo
- Fray Lagonegro
- José Raydan
- Peçanha
- Santa Maria del Suaçuí
- São José do Jacuri
- São Pedro do Suaçuí
- São Sebastião del Maranhão

- Datos: Q602972